# Wassili Anatoljewitsch Solomin
Wassili Anatoljewitsch Solomin (russisch Василий Анатольевич Соломин; * 5. Januar 1953 in Molotow; † 28. Dezember 1997) war ein russischer Amateurboxer.

## Karriere
Wassili Solomin begann 1969 mit dem Boxen und bestritt in seiner sportlichen Laufbahn 194 Kämpfe, von denen er 186 gewann. Seinen ersten internationalen Erfolg feierte er 1972, als er in Bukarest die Junioreneuropameisterschaft im Bantamgewicht gewann. Im selben Jahr nahm er an den Olympischen Sommerspielen in München teil, dort schied er im Viertelfinale aus.
Bei den im Jahr 1974 in Havanna erstmals ausgetragenen Amateurweltmeisterschaften siegte er in der Leichtgewichtsklasse. Dabei schlug er unter anderem die beiden deutschen Vertreter, Jochen Bachfeld aus der DDR und Peter Hess aus der Bundesrepublik Deutschland.
1976 nahm er an den Olympischen Spielen in Montreal teil und errang dort eine Bronzemedaille, er scheiterte im Halbfinale an dem Rumänen Simion Cuțov. Bei nationalen Meisterschaften konnte sich Solomin vier Mal durchsetzen: 1974, 1976, 1977, 1979 wurde er sowjetischer Meister.
Nach dem Ende seiner aktiven Karriere war er unter anderem als Punktrichter beim russischen Profiboxverband tätig.